# استوارت تاک
استوارت تاک (انگلیسی: Stuart Tuck؛ زادهٔ ۱ اکتبر ۱۹۷۴) بازیکن فوتبال اهل بریتانیا است.
از باشگاه‌هایی که در آن بازی کرده‌است می‌توان به باشگاه فوتبال وایت‌هاوک، باشگاه فوتبال برجس هیل تاون، باشگاه فوتبال وورتینگ، باشگاه فوتبال برایتون اند هوو آلبیون، و باشگاه فوتبال ایست‌بورن بورو اشاره کرد.